# 大雲院 (京都市)
大雲院（だいうんいん）は、京都市東山区祇園町にある浄土宗系単立の寺院。山号は龍池山。本尊は阿弥陀如来。祇園閣があることで知られる。

## 歴史

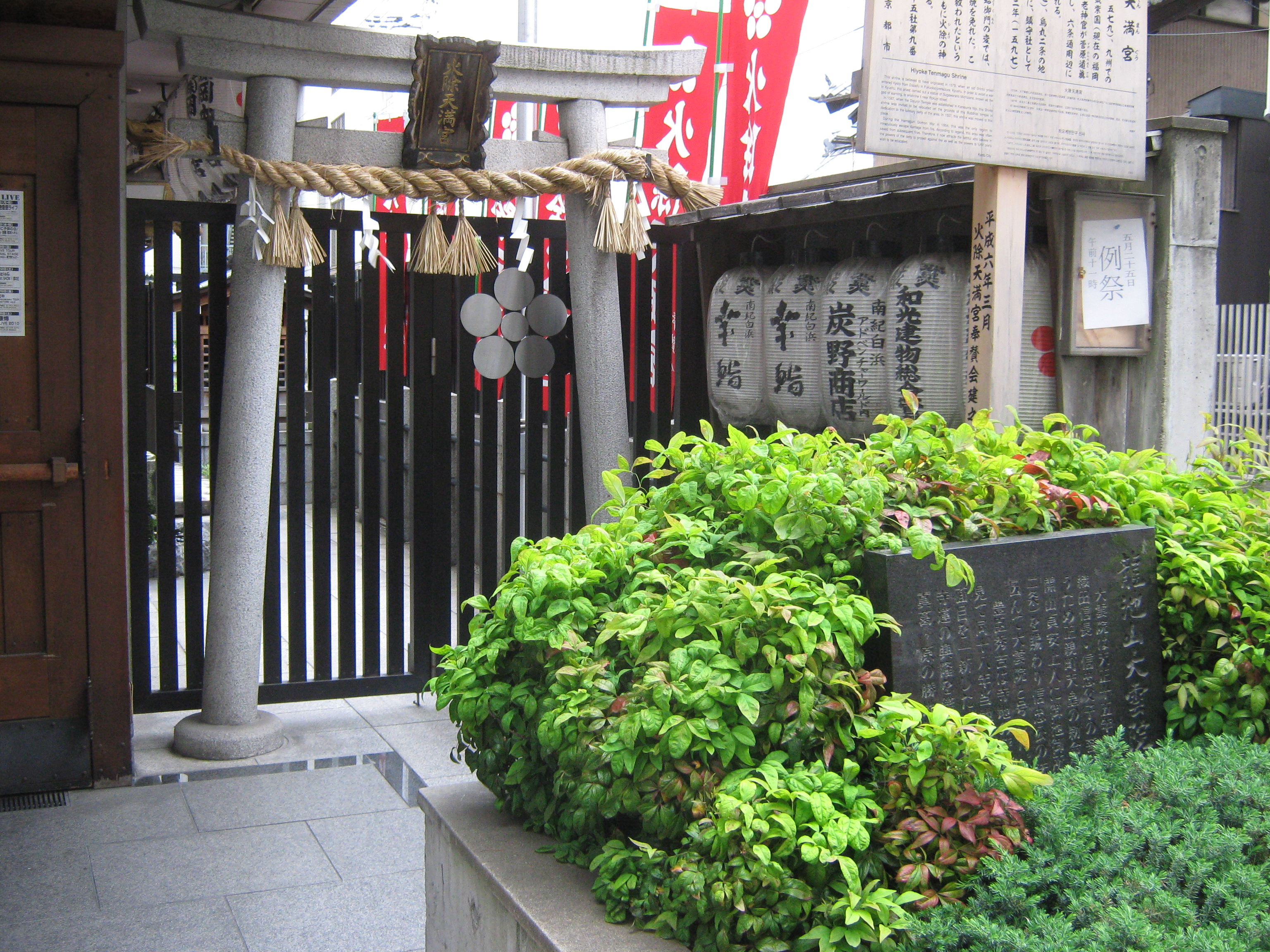
秀吉の移転命令による大雲院跡（四条寺町南）

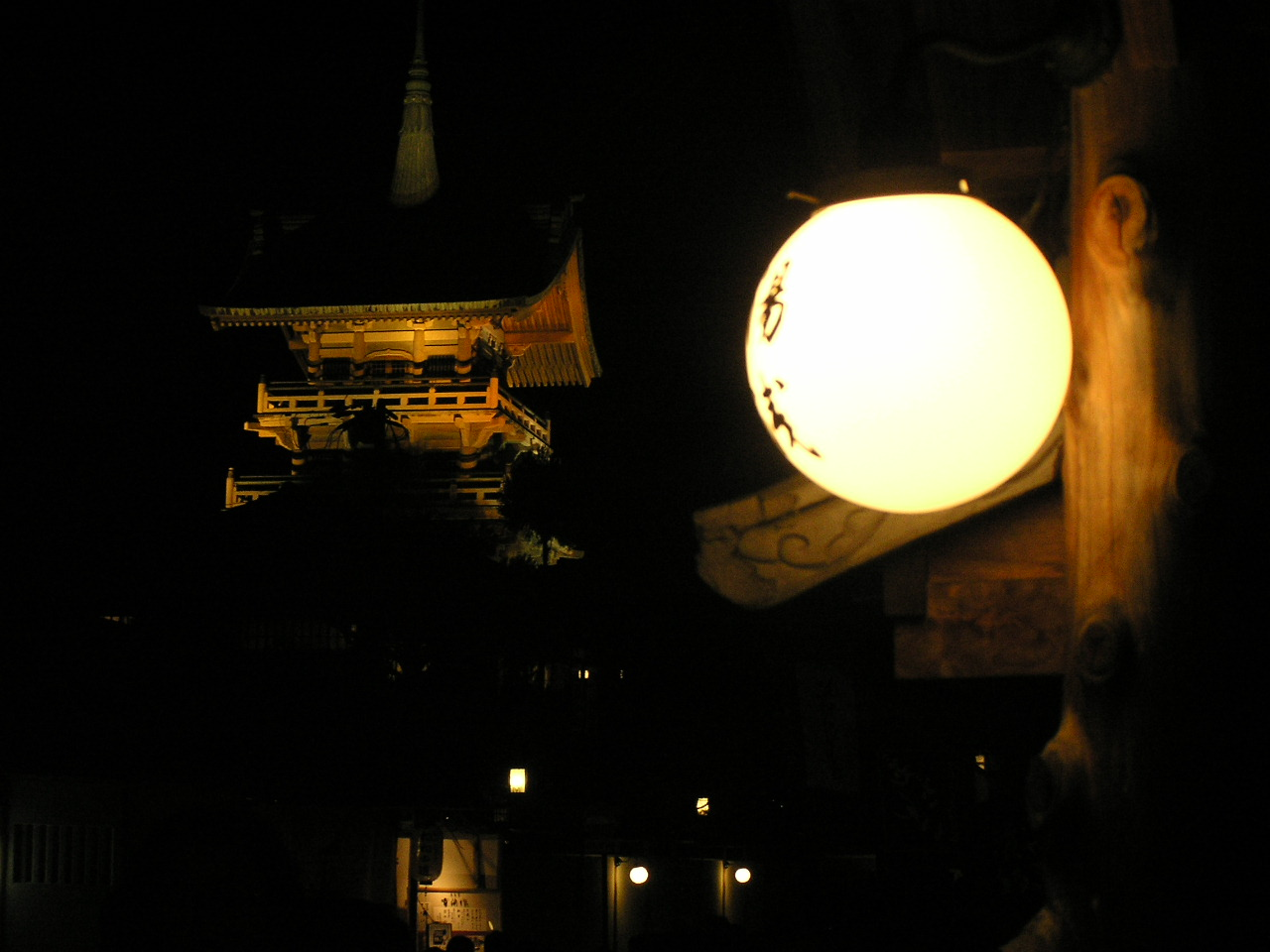
京都・東山花灯路の期間中にライトアップされる祇園閣

天正15年（1587年）、織田信長とその子信忠の菩提を弔うために正親町天皇の勅命を受け、安土宗論で活躍した浄土宗の僧・貞安（じょうあん）が開山となって創建された。場所は信忠が自害した二条新御所の跡地（烏丸御池）で、大雲院という名は信忠の戒名から採られたものである。また、火除天満宮をその鎮守社とした。
しかし同年中に京都の改造を理由として、豊臣秀吉の命で四条寺町南（現・下京区貞安前之町）に移るように指示され、天正18年（1590年）に四条に移ったといわれる。この後、後陽成天皇の勅願所となっている。また、江戸時代には日向国佐土原藩主島津氏が檀越となった。
天明8年（1788年）1月の天明の大火、次いで元治元年（1864年）7月の禁門の変後に発生したどんどん焼けで焼失し、明治時代初期にようやく再建された。しかし、神仏分離により火除天満宮は当寺から独立した。第1回京都市会は当寺で行われている。
太平洋戦争後になると次第に四条河原町の周辺は繁華街となっていき、また隣接する髙島屋京都店の増床に伴い移転することにし、1973年（昭和48年）4月に東山区にあった大倉財閥の設立者・大倉喜八郎が建てた別邸「真葛荘」の一部を買得して寺基を移した。その際、本堂は智積院に移されて明王殿（不動堂）となった。
2014年（平成26年）、京都市下京区の河原町通四条の発掘調査で旧大雲院の敷地跡から豊臣秀次の供養塔の一部とみられる石材が見つかった。大雲院は秀次の切腹後、三条河原で処刑された秀次の側室らを供養したとする文献もあり、裏付けがなされたことになる。
ねねの道は当寺によって折れ曲がった道になっている。

### 妙心寺大雲院（非現存）
同じく織田信忠の慰霊のために、妙心寺にも同名の大雲院が建立された。
こちらは妙心寺56世の九天宗瑞と、宗瑞の妹で信忠の乳母かつ信長の側室であった慈徳院らが尽力して創建したものである。二人は信長の重臣であった滝川一益の子と伝わる。ここには、二条新御所で九死に一生を得た織田長益の子の長孝が葬られたという記録がある。
一方、同じ妙心寺内の隣接地に、天正9年（1581年）に滝川一益と同じく九天宗瑞が開いた「暘谷庵」を、一益の娘婿であった津田秀政が慶長11年（1606年）に再興し、「暘谷院」と名付けて津田氏の菩提寺とした。慶長17年（1612年）に宗瑞が、寛永12年（1635年）に秀政が90歳で死去すると、暘谷院は秀政の法号にちなんで「長興院」と名を変えた。この長興院が元禄5年（1692年）に隣接する大雲院を合併したため、妙心寺大雲院は現在はない。

## 境内
- 本堂 - 新たな境内地である現在地に1978年（昭和53年）再建。鉄筋コンクリート造。かつての境内地にあった本堂は智積院に移されて明王殿（不動堂）とされている。
- 庫裏
- 書院（国登録有形文化財） - もともとはこの地にあった大倉喜八郎の京都別邸・真葛荘の建物で、1928年（昭和3年）築。1973年（昭和48年）の大雲院の移転により伽藍の一部となった。
- 織田信長・信忠の墓 - 一つの墓石で、右が信長で左が信忠の墓になっている。
- 石川五右衛門の墓 - 処刑前に市中を引き回された五右衛門が大雲院門前に至った際、貞安が引導を渡したという縁から墓が設けられている。
- 島津以久の墓 - 佐土原藩初代藩主。伏見で亡くなったために同院に葬られた。
- 南門 - 文化4年（1807年）再建で、四条寺町の旧境内地にあった山門。1973年（昭和48年）に移築された。
- 鐘楼 - もともとは北野天満宮にあった鐘楼で、慶長12年（1607年）に豊臣秀頼が片桐且元を奉行として再建したもの。明治時代の神仏分離で北野天満宮から除かれることになったので1872年（明治5年）に当院に移された。梵鐘は、祇園感神院（現・八坂神社）にあったもので、延徳2年（1490年）に造られたもの。神仏分離で除かれることとなり、1870年（明治3年）に佐土原藩主島津忠寛により当院に寄進された。双方ともに1973年（昭和48年）に現在地に移築された。
- 大雲院龍池会館
- 総門（東門） - 大倉喜八郎が建てた京都別邸・真葛荘は、その後所有者がホテルニューオータニの創設者である大谷家に移っている。その際に東京のホテルニューオオタニの敷地（もとは皇族の伏見宮邸跡地）にあった門を現在地に移設したもの。

### 銅閣
- 祇園閣（国登録有形文化財） - 1928年（昭和3年）に建築された3階建ての建物で、これも真葛荘の建物の一つであった。設計は伊東忠太で高さは36メートルあり、祇園祭の鉾を模した造りとなっている。屋根は銅板葺きであるが、これは大倉喜八郎が金閣、銀閣に次ぐ銅閣として作らせたためである。入口にある額「祇園閣」は西園寺公望の筆。1988年（昭和63年）には望楼に至る階段の壁に敦煌・莫高窟壁画模写が中国人画家の手により描かれている。

## 文化財

### 重要文化財
- 絹本著色前田玄以像
- 紙本墨書正親町天皇宸翰消息

### 国登録有形文化財
- 祇園閣 - 1997年（平成9年）12月12日、国の登録有形文化財に登録。
- 書院（旧大倉家京都別邸）

## 拝観
寺内は通常は非公開であるが数年おきに期間を限って公開される。公開の際は祇園閣に登ることや、墓地の石川五右衛門の墓や織田信長らの墓の参拝もできる。書院の内部公開は行われない。

## 所在地
- 京都府京都市東山区祇園町南側594 – 1

### 周辺
- 祇園女御供養塔
- 秋葉山東景寺（秋葉三尺坊大権現）[4]
- 京都市円山音楽堂
- 霊鷲山（金玉山）法華三昧無量寿院雙林寺（沙羅雙樹林寺）
- 大谷祖廟（円山町477）
- 黄台山長楽寺
- 岡林院、月真院、圓徳院（高台寺塔頭）
- 圓山公園
- 八坂神社（感神院祇園社）